# 小田内通敏
小田内 通敏（おだうち みちとし、1875年6月6日 - 1954年12月4日）は、日本の地理学者。

## 経歴
秋田市出身。1899年に高等師範学校の地理歴史科専修科を卒業し、早稲田中学校の教員となった。1914年に早稲田大学の講師に招かれ地理学を講義し、1925年には慶應義塾大学に招かれ地理学を講義した。戦後は国立音楽大学の教授となっている。
郷土会に参加し、1926年に人文地理学会を創設した。1930年には文部省の教育制度調査を嘱託され、尾高豊作らとともに郷土教育連盟を創設した。

## 著作
- 帝都と近郊（1918年）[2]
- 聚楽と地理（1927年）[2]
- 綜合郷土研究 秋田県（1939年）[2]
- 郷土地理研究[1]
- 郷土教育運動[1]
- 日本郷土学[1]